# Köinge
Köinge is een plaats in de gemeente Falkenberg in het landschap Halland en de provincie Hallands län in Zweden. De plaats heeft 186 inwoners (2000) en een oppervlakte van 48 hectare.